# Вологі ліси Південно-Західної Амазонії
Вологі ліси Південно-Західної Амазонії (ідентифікатор WWF: NT0166) — неотропічний екорегіон тропічних та субтропічних вологих широколистяних лісів, розташований на південному заході Амазонії.

Лисий уакарі (Cacajao calvus)

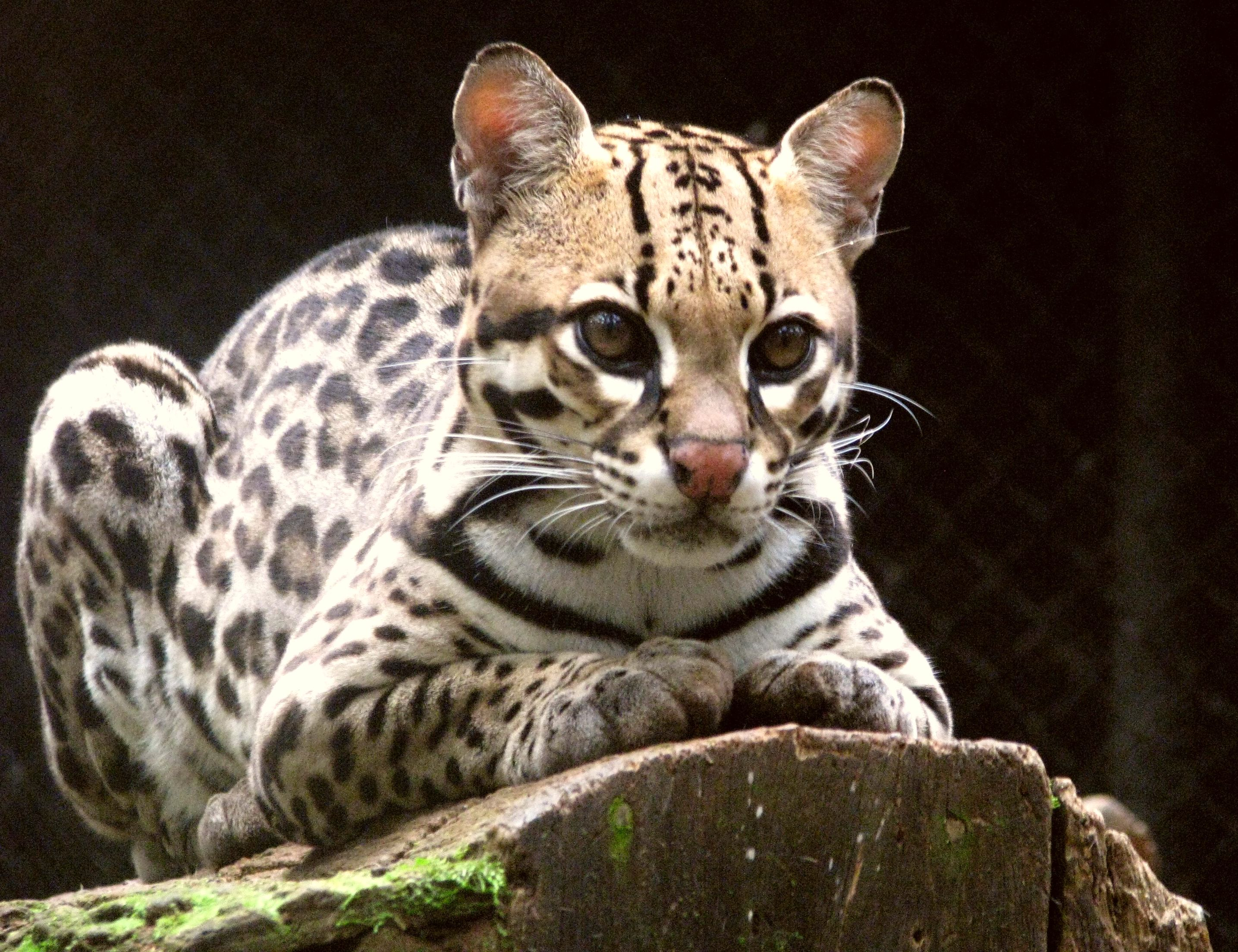
Оцелот (Leopardus pardalis)

## Географія
Екорегіон вологих лісів Південно-Західної Амазонії простягається на 1500 км з північного заходу на південний схід через східні та південно-східні райони Перу, штати Акрі і Амазонас на заході Бразилії та північні і північно-західні райони Болівії. З північного заходу регіон обмежений річкою Укаялі, з південного заходу — Перуанськими та Болівійськими Андами, з півночі — Амазонкою, а з південного сходу — річкою Мадейра.
Територія екорегіону знаходиться в межах басейну Амазонки, найбільшого річкового басейну на Землі. Серед річок, що протікають територією регіону, слід відзначити Жаварі, Журуа, Тарауаку, Пурус, Акрі, Мадре-де-Дьйос та Бені. Рельєф екорегіону представлений рівнинами, висота яких коливається від 300 м над рівнем моря на заході, біля підніжжя Анд, до 100 м над рівнем моря на сході. Через центральну частину регіону, уздовж перуансько-колумбійського кордону, простягаються невисокі гори Серра-ду-Дівізор. На узвишшях переважають давні, малородючі латеритні ґрунти, а на низовинах — багаті на поживні речовини алювіальні ґрунти. Найродючіші ґрунти поширені у заплавах річок, куди кожна повінь приносить нові родючі відклади. У деяких районах зустрічаються дуже бідні на поживні речовини білопіщані ґрунти.
На сході вологі ліси Південно-Західної Амазонії переходять у вологі ліси Журуа та Пурусу, на південному сході — у вологі ліси Пурусу і Мадейри та у вологі ліси Мадейри і Тапажосу, а на півдні — у савану Бені. В горах на південному заході вологі низинні ліси екорегіону переходять у перуанську юнгу та болівійську юнгу. У заболочених долинах Укаялі та Амазонки поширені варзейські ліси Ікітосу, які відділяють вологі ліси Південно-Західної Амазонії від вологих лісів Укаялі, поширених на заході, від вологих лісів Напо, поширених на північному заході, та від вологих лісів Солімойнсу та Жапури, поширених на півночі. У заболочених долинах річок, що протікають через територію регіону, також поширені варзейські ліси, які є частиною екорегіонів варзейських лісів Ікітосу та варзейських лісів Пурусу.

## Клімат
На півночі екорегіону переважає екваторіальний клімат (Af за класифікацією кліматів Кеппена), а на півдні — мусонний клімат (Am за класифікацією Кеппена). Температура протягом року коливається від 22 °C до 27 °C, а середньорічна кількість опадів в межах екорегіону коливається від 1500 до 2100 мм.

## Флора
Рослинний покрив екорегіону представлений вологими вічнозеленими тропічними дощовими лісами. У районах, які не затоплюються водою, поширені ліси терра-фірме, а у заплавах річок — сезонно затоплювані варзейські ліси та постійно заболочені ліси. У районах, де поширені неродючі білопіщані грунти, поширені відкриті низькорослі ліси кампінарани, які характеризуються низьким флористичним різноманіттям, однак високим рівнем ендемізму.
На перший погляд, може здаватися, що великі території екорегіону вкриті однорідними тропічними лісами терра-фірме. Лісовий намет в них розташований на висоті 30-40 м над землею, а поодинокі емерджентні дерева, що підіймаються над ним, виростають до 50 м заввишки. Однак, хоча структура лісів екорегіону доволі однорідна, їх видовий склад дуже різноманітний і мінливий. На одному гектарі лісу може рости до 300 видів дерев, причому лише 44 % видів дерев, поширених у більш вологій північній частині екорегіону, також зустрічаються в зоні більш посушливого мусонного клімату на півдні. Винятками з цього видового різноманіття є насадження, у яких домінує лише один або кілька видів рослин. Величезні території регіону (понад 180 000 км²), переважно в бразильському Штаті Акрі та в прилеглих районах Перу і Болівії, вкривають бамбукові зарості, у яких домінують висококонкурентні деревоподібні бамбуки, зокрема бамбуки табока (Guadua weberbaueri) та м'ясистоплоді гуадуа (Guadua sarcocarpa). У заболочених лісах зустрічаються монодомінантні насадження пальм моріче (Mauritia flexuosa) або пальм патава (Oenocarpus bataua).
У лісах, поширених на півночі Болівії, лісовий намет розташований на висоті 35 м над землею, а деякі найвищі дерева, такі як бавовняне дерево (Ceiba pentandra), колюче масаморро (Poulsenia armata), бразильський калікофіллум (Calycophyllum spruceanum), гондураське червоне дерево (Swietenia macrophylla) та пахучий диптерикс або бразильський тик (Dipteryx odorata), виростають до 40 м заввишки. Серед інших дерев, поширених в цій місцевості, слід відзначити акрійський калікофіллум (Calycophyllum megistocaulum), амазонську терміналію (Terminalia amazonica), розлогий комбретум (Combretum laxum), динамітне дерево (Hura crepitans), дерево ітауба (Mezilaurus itauba), велике ягрумо (Didymopanax morototoni), копалову жакаранду (Jacaranda copaia), великостовбурову араракангу (Aspidosperma megalocarpon), вісмієлисту вошизію (Vochysia vismiifolia) та лайтоподібну хіртеллу (Hirtella lightioides). Серед поширених в регіоні пальм слід відзначити велику іріартею (Iriartea deltoidea), пальму мапора (Oenocarpus mapora), круглолисту віялову пальму (Chelyocarpus chuco), великоплоду слонову пальму (Phytelephas macrocarpa), пальму патава (Oenocarpus bataua) та різні види астрокаріумів (Astrocaryum spp.). 
Дерева, поширені в лісах регіону, часто мають характерні дошкоподібні корені, а їх стовбури оповиті ліанами, яких тут налічується близько 43 видів. Багато видів, зокрема бразильський горіх (Bertholletia excelsa), досягають тут південної межі поширені. Деякі види, поширені в екорегіоні, такі як бразильська гевея (Hevea brasiliensis), гондураське червоне дерево (Swietenia macrophylla), перуанське бальзамове дерево (Myroxylon balsamum), акрійська амбурана (Amburana acreana), великоплода слонова пальма (Phytelephas macrocarpa) та шорсткий стрихнос (Strychnos asperula), мають важливе господарське значення.
Різноманіття середовищ існування, спричинене мінливістю рельєфу, клімату та ґрунтів, є причиною надзвичайно високого біорізноманіття екорегіону. Тут спостерігається найбільше різноманіття пальм у всій Амазонії. Одним з ендемічних видів пальм, поширених в регіоні, є рідкісна ітайська пальма (Itaya amicorum), поширена в басейні Жаварі. Серед інших ендеміків слід відзначити лоретську жакшуберію (Jacqueshuberia loretensis), західну амбеланію (Ambelania occidentalis), терміналієву спартелію (Spathelia terminalioides) та хіртеллу Ревільї (Hirtella revillae). Ці види зустрічаються у районах на півночі екорегіону, де переважають малородючі білопіщані грунти.

## Фауна
Фауна екорегіону характеризується найвищим різноманіттям серед усіх екорегіонів Амазонії. Вона включає 257 видів ссавців та 782 види птахів. Серед великих ссавців, поширених в лісах екорегіону, слід відзначити південноамериканського тапіра (Tapirus terrestris), звичайного пекарі (Tayassu pecari), ошийникового пекарі (Dicotyles tajacu), американську мазаму (Mazama americana), амазонійську мазаму (Mazama nemorivaga), перуанську коату (Ateles chamek), гігантську видру (Pteronura brasiliensis), велику капібару (Hydrochoeris hydrochaeris), великого мурахоїда (Myrmecophaga tridactyla), бурогорлого лінивця (Bradypus variegatus), північного двопалого лінивця (Choloepus hoffmanni) та південного двопалого лінивця (Choloepus didactylus), а також пуму (Puma concolor) та ягуара (Panthera onca), найбільших хижаків Амазонії. У річках регіону зустрічаються амазонські річкові дельфіни (Inia geoffrensis), прісноводні дельфіни тукуші (Sotalia fluviatilis) та амазонські ламантини (Trichechus inunguis).
Серед менших ссавців, поширених в регіоні, слід відзначити звичайну шерстисту мавпу (Lagothrix lagothricha), тапажоського сакі (Pithecia irrorata), чорноголову нічну мавпу (Aotus nigriceps), західноамазонську нічну мавпу (Aotus nancymaae), чубатого капуцина (Sapajus apella), капуцина Спікса (Cebus unicolor), буроголового тамарина (Leontocebus fuscicollis), тамарина Веддела (Leontocebus weddelli), мармозетку Гельді (Callimico goeldii), східну ігрунку (Cebuella niveiventris), болівійського саймірі (Saimiri boliviensis), саймірі Гумбольдта (Saimiri cassiquiarensis), оцелота (Leopardus pardalis), маргая (Leopardus wiedii), ягуарунді (Herpailurus yagouaroundi), чагарникового пса (Speothos venaticus), коротковухого пса (Atelocynus microtis), тайру (Eira barbara), кінкажу (Potos flavus), ракуна-крабоїда (Procyon cancrivorus), амазонську носуху (Nasua nasua), неотропічну видру (Lontra longicaudis), амазонську ласицю (Neogale africana), пакарану (Dinomys branickii), низинну паку (Cuniculus paca), чорного агуті (Dasyprocta fuliginosa), бурого агуті (Dasyprocta variegata), болівійську вивірку (Sciurus ignitus), південноамазонську вивірку (Sciurus spadiceus), амазонську карликову вивірку (Microsciurus flaviventer), південного опосума (Didelphis marsupialis), буровухого шерстистого опосума (Caluromys lanatus), бурого чотириокого опосума (Metachirus nudicaudatus), південного голохвостого броненосця (Cabassous unicinctus) та американського тамандуа (Tamandua tetradactyla).
Ендеміками екорегіону є журуаські ревуни (Alouatta juara), укаяльські уакарі (Cacajao ucayalii), канамарські уакарі (Cacajao amuna), уакарі Новеша (Cacajao novaesi), імператорські тамарини (Saguinus imperator), тамарини Жоффруа (Leontocebus nigrifrons), щетинці Куліни (Proechimys kulinae), перуанські пацюки-рибоїди (Daptomys peruviensis) та великовухи Матсеса (Micronycteris matses), а майже ендемічними його представниками — пуруські ревуни (Alouatta puruensis), болівійські ревуни (Alouatta sara), лисі уакарі (Cacajao calvus), перуанські сакі (Pithecia inusta), сакі-монахи (Pithecia monachus), сакі Райлендса (Pithecia rylandsi), сакі Ванзоліні (Pithecia vanzolinii), мідні тіті (Plecturocebus cupreus), рудоголові тіті (Cheracebus regulus), мадідійські тіті (Plecturocebus aureipalatii), тіті Гершковіца (Plecturocebus dubius), тіті Топпіна (Plecturocebus toppini), вусаті тамарини (Saguinus mystax), кускійські тамарини (Cebus cuscinus), лазаючі миші Гарднера (Rhipidomys gardneri), крихітні колючі миші (Neacomys minutus), щетинясті миші Мюссера (Neacomys musseri), болівійські бамбукові щури (Dactylomys boliviensis) та чотириокі опосуми Макілхенні (Philander mcilhennyi).
Серед поширених в екорегіоні птахів слід відзначити амазонійського татаупу (Crypturellus variegatus), цятковану чачалаку (Ortalis guttata), гребенедзьобого міту (Mitu tuberosum), коста-риканського голуба (Patagioenas subvinacea), довгодзьобого ерміта (Phaethornis malaris), сірогрудого колібрі-шаблекрила (Campylopterus largipennis), буроголового колібрі-лісовичка (Thalurania furcata), синьоголового колібрі-якобіна (Florisuga mellivora), велику гарпію (Harpia harpyja), білобрового канюка (Leucopternis kuhli), амазонійську рарію (Micrastur buckleyi), амазонійську сплюшку (Megascops watsonii), амазонійського трогона (Trogon ramonianus), червонодзьобого тукана (Ramphastos tucanus), каштановошийого аракарі (Pteroglossus castanotis), кучерявого аракарі (Pteroglossus beauharnaesii), золотолобого добаша (Picumnus aurifrons), чорноволу ятлу (Celeus torquatus), синьолобу якамару (Galbula cyanescens), синьо-жовтого ару (Ara ararauna), червоного ару (Ara macao), червоно-зеленого ару (Ara chloropterus), жовтощокого ару (Orthopsittaca manilatus), тринідадського амазона (Amazona ochrocephala), синьоголового папугу-червоногуза (Pionus menstruus), амазонійського покривника (Myrmelastes hyperythrus), бурохвостого покривника (Sciaphylax hemimelaena), перуанського кадука (Epinecrophylla haematonota), сизу мурав'янку (Oneillornis salvini), гаянську пигу (Lipaugus vociferans), жовточеревого манакіна-вертуна (Neopelma sulphureiventer), інамбарійського дереволаза (Lepidocolaptes fatimalimae), перуанського анабата (Syndactyla ucayalae), лісового тиранця (Myiopagis gaimardii), оливкового ірличка (Piprites chloris), сіру планідеру (Rhytipterna simplex), амазонійського дрозда (Turdus hauxwelli), бамбукову комароловку (Ramphocaenus sticturus), дроздового різжака (Campylorhynchus turdinus), амазонійського поплітника (Cantorchilus leucotis), жовтохвостого касика (Cacicus cela), еквадорську коноту (Cacicus oseryi), золотолобу гутураму (Euphonia xanthogaster), великого саї (Chlorophanes spiza), пурпурову танагру-медоїда (Cyanerpes caeruleus), вохристочереву танагру-жалібницю (Loriotus rufiventer), білокрилу танагру-сикіта (Lanio versicolor), пурпурову тапірангу (Ramphocelus carbo) та блакитного цукриста (Dacnis cayana).
Ендеміками екорегіону є бурштинові колібрі-голкохвости (Discosura letitiae), перуанські сорокуші (Thamnophilus divisorius), чубаті аляпі (Myrmoborus lophotes), червоноокі покривники (Percnostola goeldii), рудолобі мурахолови (Formicarius rufifrons), прудкі мурашниці (Grallaria eludens), болівійські мурашниці (Hylopezus auricularis), червонощокі котинги (Conioptilon mcilhennyi), маскові пію (Synallaxis cabanisi), чорнокрилі мухолови (Poecilotriccus albifacies), бразильські тиранчики-чубані (Lophotriccus eulophotes), акреські тітіріджі (Hemitriccus cohnhafti) та сельвові касики (Cacicus koepckeae), а майже ендемічними його представниками — темноголові татаупи (Crypturellus atrocapillus), андійські добаші (Picumnus castelnau), вохристогорлі добаші (Picumnus subtilis), перуанські евбуко (Eubucco tucinkae), білогорлі якамари (Brachygalba albogularis), каштанові якамари-куцохвости (Galbalcyrhynchus purusianus), сірошиї лінивки-коротуни (Nonnula sclateri), болівійські таматії (Malacoptila semicincta), перуанські котори (Pyrrhura rupicola), перуанські тепуї (Nannopsittaca dachilleae), сунські кадуки (Myrmotherula sunensis), західні кущівники (Thamnomanes schistogynus), чубаті колючники (Cymbilaimus sanctaemariae), жовтоволі мурав'янки-прудкокрили (Hypocnemis subflava), широкохвості манакіни (Ceratopipra chloromeros), руді мухоїди (Cnipodectes superrufus), вохристі тітіріджі (Hemitriccus flammulatus), сірі поплітники (Cantorchilus griseus), жовтоокі варілеро (Agelasticus xanthophthalmus).
У провінції Мадре-де-Дьйос на південному сході Перу було зареєстровано 113 видів амфібій та 118 видів плазунів. Герпетофауна екорегіону включає зелену анаконду (Eunectes murinus), звичайного удава (Boa constrictor), полоза Вухерера (Xenopholis scalaris), південноамериканського бушмейстера (Lachesis muta), звичайну ігуану (Iguana iguana) та золотого тегу (Tupinambis teguixin).

## Збереження
Більша частина лісів екорегіону залишається незайманою, однак частина лісів уздовж річок була вирубана та перетворена на сільськогосподарські угіддя та поселення. Інтенсивний розвиток обмежений відсутністю доріг та іншої інфраструктури і переважно зосереджений навколо міських центрів, таких як Ікітос, Пуерто-Мальдонадо та Ріу-Бранку. Основними загрозами для збереження природи регіону є вирубка лісів та перетворення їх на пасовища, видобуток золота та інших корисних копалин, а також полювання. У бразильському штаті Акрі та у прилеглих районах Перу спостерігається вторгнення бамбуків у ділянки вирубаного лісу.
Оцінка 2017 року показала, що 59 904 км², або 52 % екорегіону, є заповідними територіями. Природоохоронні території включають: Національний парк Ману, Національний заповідник Тамбопата, Національний парк Сьєрра-дель-Дівісор, Національний парк Бауаха-Сонене та Національний парк Альто-Пурус в Перу, Національний парк Серра-ду-Дівізор, Екологічну станцію Ріо-Акре, Державний ліс Антімарі, Заповідник Альто-Журуа та Заповідник Чіко-Мендес в Бразилії, а також Національний парк Мадіді та Національний природний заповідник Амазоніка-Мануріпі-Хіт в Болівії. У 1987 році Національний парк Ману був внесений до списку Світової спадщини ЮНЕСКО.